# Soldatovia
Soldatovia is een monotypisch geslacht van straalvinnige vissen uit de familie van stekelruggen (Stichaeidae).

## Soort
- Soldatovia polyactocephala (Pallas, 1814)